# Rhodocolea
Rhodocolea ist eine Pflanzengattung, die zur Familie der Trompetenbaumgewächse (Bignoniaceae) gehört. Die etwa 15 Arten kommen nur auf Madagaskar vor.

## Beschreibung

### Vegetative Merkmale
Rhodocolea-Arten sind große Bäume oder Sträucher. Die Laubblätter stehen gegenständig und sind unpaarig gefiedert; die Rachis ist in einzelne Glieder unterteilt. Pseudonebenblätter, wie sie bei anderen Vertretern der Familie vorkommen, fehlen.

### Generative Merkmale
Die Blütenstände sind Thyrsen und können sowohl in den Achseln entspringen, endständig oder stammblütig sein.
Die zwittrigen Blüten sind zygomorph und fünfzählig mit doppelter Blütenhülle. Der Kelch ist glockenförmig und mit fünf Zähnen besetzt. Die Krone ist weiß bis rosé und röhrenförmig bis glockenförmig. Die vier fertilen Staubblätter stehen nicht über die Krone hinaus. Die Staubbeutel bestehen aus zwei auseinanderstrebenden Theken. Der Fruchtknoten ist verlängert zylindrisch und glatt, er wird von einem becherförmigen Blütenboden umgeben. Die Samenanlagen stehen mehrreihig in den Fruchtknotenkammern.
Die Früchte sind langgezogene, zylindrische Beeren, deren Oberfläche glatt oder mit sechs Rippen versehen ist. Die Samen sind kreisförmig und nicht geflügelt.

## Systematik und Verbreitung
Die Gattung Rhodocolea wurde 1887 durch Henri Ernest Baillon in Bulletin Mensuel de la Société Linnéenne de Paris, Band 1, S. 693 aufgestellt. Typusart ist Rhodocolea nobilis Baill.
Alle Arten der Gattung Rhodocolea kommen nur auf Madagaskar vor.

### Äußere Systematik
Die Gattung Rhodocolea gehört zur Tribus Coleeae innerhalb der Familie der Bignoniaceae. Durch molekularbiologische Untersuchungen 2004 bis 2015 konnten folgende Verwandtschaftsverhältnisse in der Tribus Coleeae nachgewiesen werden:

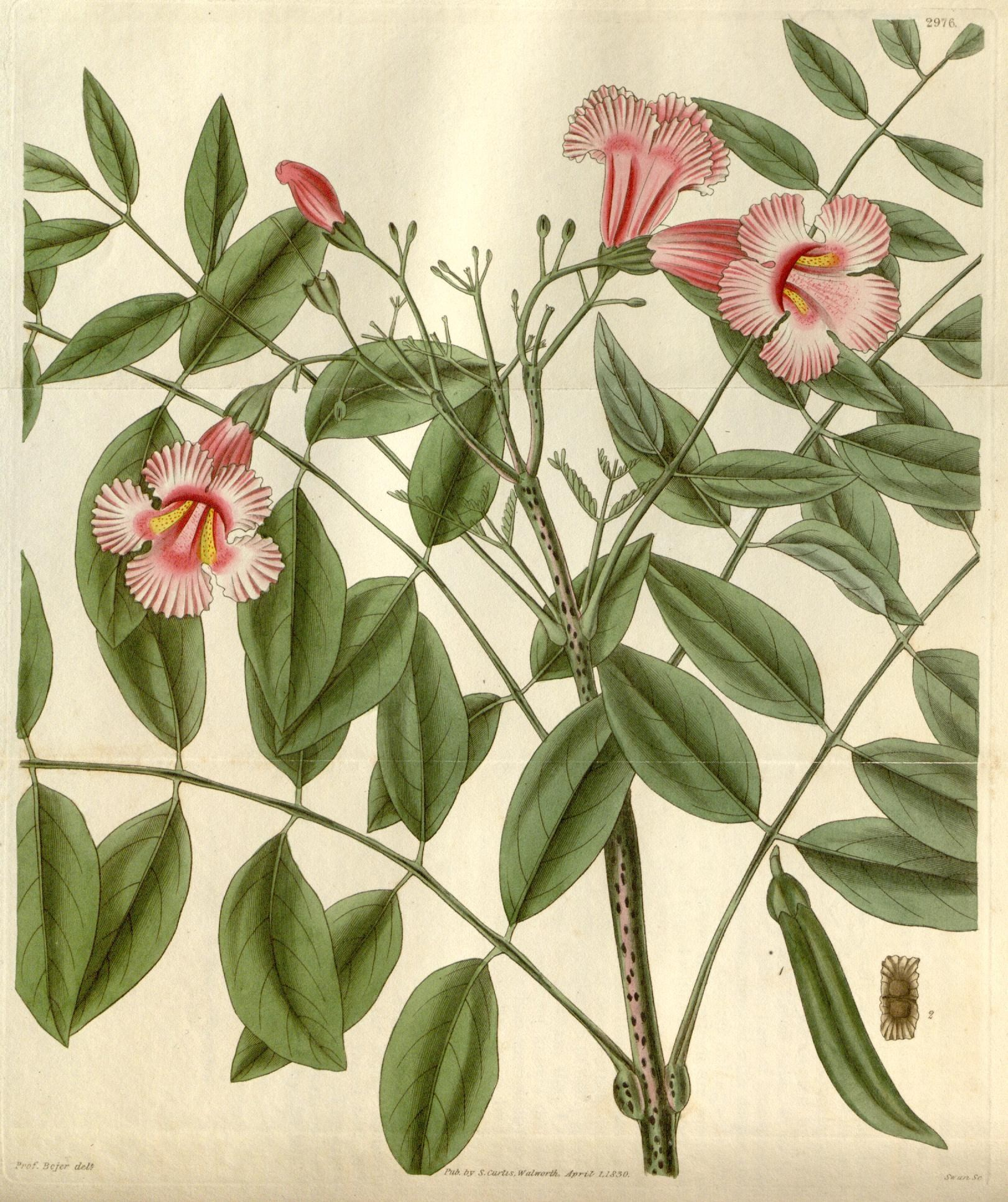
Illustration aus Curtis's Botanical Magazine von Rhodocolea telfairiae

|  | Rhodocolea              |
|  |                         |
|  | \| \| Colea \| \| \| \| |
|  |                         |
|  | Colea                   |
|  |                         |

|  | Colea |
|  |       |

|  | Rhodocolea              |
|  |                         |
|  | \| \| Colea \| \| \| \| |
|  |                         |
|  | Colea                   |
|  |                         |

|  | Colea |
|  |       |

|  | Rhodocolea              |
|  |                         |
|  | \| \| Colea \| \| \| \| |
|  |                         |
|  | Colea                   |
|  |                         |

|  | Colea |
|  |       |

|  | Rhodocolea              |
|  |                         |
|  | \| \| Colea \| \| \| \| |
|  |                         |
|  | Colea                   |
|  |                         |

|  | Colea |
|  |       |

### Innere Systematik
Zur Gattung Rhodocolea gehören seit 2011 etwa 15 Arten:
- Rhodocolea boivinii (Baill.) H.Perrier: Sie ist ein Endemit in der nördlichen Provinz Antsiranana.[6][2]
- Rhodocolea compressa (Lam.) Phillipson & Callm.: Sie ist an der Ostküste in den Provinzen Antsiranana, Fianarantsoa sowie Toamasina verbreitet.[2]
- Rhodocolea humbertii Callm. & Phillipson: Die Erstbeschreibung erfolgte 2011. Dieser Endemit ist nur von zwei bis fünf Fundorten in der nördlichen Provinz Antsiranana bekannt („Critically Endangered“ = „vom Aussterben bedroht“).[6][2]
- Rhodocolea humblotiana (Baill.) Phillipson & Callm.: Sie kommt im östlichen Madagaskar in den Provinzen Antsiranana sowie Toamasina vor.[2][6]
- Rhodocolea involucrata (Bojer ex DC.) H.Perrier (Syn.: Rhodocolea nobilis Baill.): Sie kommt Madagaskar in den Provinzen Antsiranana sowie Toamasina vor.[2]
- Rhodocolea lemuriphila Zjhra: Sie ist nur von zwei bis fünf Fundorten in den Provinzen Antsiranana sowie Toamasina bekannt.[2]
- Rhodocolea linearis H.Perrier: Dieser Endemit ist nur von zwei bis fünf Fundorten in der nördlichen Provinz Fianarantsoa bekannt.[2][6]
- Rhodocolea magnifica Callm. & Phillipson: Die Erstbeschreibung erfolgte 2011. Sie ist nur von zwei bis fünf Fundorten in den Provinzen Antsiranana sowie Toamasina bekannt.[2][2]
- Rhodocolea multiflora Zjhra: Sie ist ein Endemit in der nördlichen Provinz Antsiranana.[6][2]
- Rhodocolea parviflora (Baker) Phillipson & Callm.: Sie kommt im zentralen Madagaskar vor.[1]
- Rhodocolea parvifoliolata Callm. & Phillipson: Die Erstbeschreibung erfolgte 2011. Sie ist ein Endemit in der nördlichen Provinz Antsiranana.[6][2]
- Rhodocolea perrieri Capuron: Sie ist nur von zwei bis fünf Fundorten im nordöstlichen Madagaskar in der Provinz Antsiranana bekannt.[2][6]
- Rhodocolea racemosa (Lam.) H.Perrier: Die zwei Varietäten sind Endemiten in der südlichen Provinz Toliara.[2]
- Rhodocolea ranirisonii Callm., Phillipson & L.Gaut.: Die Erstbeschreibung erfolgte 2011. Sie ist ein Endemit in der nördlichen Provinz Antsiranana („Endangered“ = „stark gefährdet“).[2]
- Rhodocolea telfairiae (Bojer ex Hook.) H.Perrier: Sie kommt in der zentralen Provinz Antananarivo vor.[2]

## Nachweise